# Irina di Romania
Irina di Romania (Losanna, 28 febbraio 1953) è una principessa rumena, terzogenita di Michele I e di Anna di Borbone-Parma.

## Biografia

### Educazione e carriera

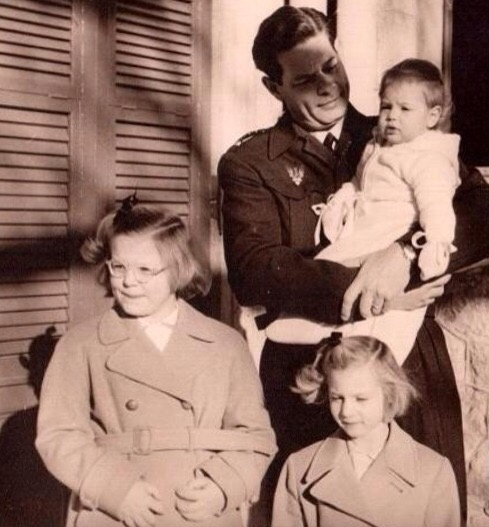
Irina, in basso a destra, con le sorelle Elena, Sofia e il padre, 8 ottobre 1958

La principessa Irina è nata nel 1953 e dopo gli studi in Svizzera e Regno Unito si specializzò in segreteria a Oxford. Tuttavia, ebbe sin dall'infanzia la passione per le attività equestri e nel 1973 si unì a una squadra di allevamento di cavalli purosangue ad Alberta, su invito di Lord e Lady Gordon.
A quest'esperienza seguì la collaborazione con altre istituzioni del settore e alla fine degli anni '70 tornò in Svizzera, lavorando per un anno a Ginevra nel reparto argenteria di Christie's e, in seguito, nel campo delle vendite.

### Matrimonio
Il 4 ottobre 1983 sposò lo svedese John Kreuger (1945), con cerimonia religiosa l'11 febbraio 1984 alla chiesa della Santissima Trinità di Phoenix. Si stabilirono nella proprietà di lui in Oregon, ma divorziarono nel 2003.
In seconde nozze sposò il vice sceriffo John Wesley Walker (1945-2024) il 10 novembre 2007 a Reno. Risiedevano in Oregon.

### Arresto
Nell'agosto 2013 venne arrestata assieme al marito e ad altre persone con l'accusa di aver partecipato all'organizzazione di almeno dieci combattimenti di galli per scommesse illegali, all'interno dello Stokes Landing Sport Horses, il ranch dei due coniugi situato fuori Irrigon. L'accusa venne rivolta dalla Corte distrettuale di Portland e il giudice ritirò il passaporto della principessa permettendole di viaggiare in un'area limitata.
Nell'ottobre 2014 Irina ammise di essere colpevole e venne condannata a tre anni di libertà vigilata. Le venne concesso, tuttavia, il permesso per viaggiare all'estero al fine di visitare il padre di 93 anni, affetto da problemi di salute. Nello stesso mese Michele I la privò dei titoli nobiliari, finché non le vennero riconferiti nel 2020.
Come risultato di un accordo di riduzione della pena, Irina e il marito decisero di pagare 200.000 dollari al Governo e di vendere alcuni immobili.

## Discendenza
Irina di Romania e il primo marito John Kreuger ebbero un figlio e una figlia:
- Michael Torsten Kreuger (Coos Bay, 25 febbraio 1985), ha sposato Tara Marie Littlefield il 26 febbraio 2011 alla Five Pine Lodge in Sister:[7]
  - Kohen Kreuger (28 marzo 2012).
- Angelica Margareta Bianca Kreuger (Coos Bay, 29 dicembre 1986), ha sposato Richard Robert Knight (1984) il 25 ottobre 2009 a Myrtle Point, ma divorziarono nel 2018:[8]
  - Courtney Bianca Knight (Coos Bay, 31 maggio 2007);
  - Diana Knight (2 maggio 2011).

## Titoli e trattamento
- 28 febbraio 1953 - 10 maggio 2011: Sua Altezza Reale, la principessa Irina di Romania, principessa di Hohenzollern-Sigmaringen
- 10 maggio 2011 - 29 ottobre 2014: Sua Altezza Reale, la principessa Irina di Romania
- 8 settembre 2020 - attuale: Sua Altezza Reale, la principessa Irina di Romania

## Ascendenza
|                         |                    |                                 | Genitori                                  |  |  | Nonni |  |  | Bisnonni                |  |  | Trisnonni                            |  |
|                         |                    |                                 |                                           |  |  |       |  |  | Ferdinando I di Romania |  |  | Leopoldo di Hohenzollern-Sigmaringen |  |
|                         |                    |                                 |                                           |  |  |       |  |  | Ferdinando I di Romania |  |  | Leopoldo di Hohenzollern-Sigmaringen |  |
|                         |                    | Antonia di Braganza             |                                           |  |  |       |  |  | Ferdinando I di Romania |  |  |                                      |  |
| Carlo II di Romania     |                    |                                 |                                           |  |  |       |  |  | Ferdinando I di Romania |  |  |                                      |  |
|                         |                    | Maria di Sassonia-Coburgo-Gotha | Alfredo di Sassonia-Coburgo-Gotha         |  |  |       |  |  |                         |  |  |                                      |  |
|                         |                    | Maria di Sassonia-Coburgo-Gotha | Alfredo di Sassonia-Coburgo-Gotha         |  |  |       |  |  |                         |  |  |                                      |  |
|                         |                    | Maria di Sassonia-Coburgo-Gotha | Marija Aleksandrovna Romanova             |  |  |       |  |  |                         |  |  |                                      |  |
| Michele I di Romania    |                    | Maria di Sassonia-Coburgo-Gotha |                                           |  |  |       |  |  |                         |  |  |                                      |  |
|                         |                    | Costantino I di Grecia          | Giorgio I di Grecia                       |  |  |       |  |  |                         |  |  |                                      |  |
|                         |                    | Costantino I di Grecia          | Giorgio I di Grecia                       |  |  |       |  |  |                         |  |  |                                      |  |
|                         |                    | Costantino I di Grecia          | Ol'ga Konstantinovna Romanova             |  |  |       |  |  |                         |  |  |                                      |  |
| Irene di Grecia         |                    | Costantino I di Grecia          |                                           |  |  |       |  |  |                         |  |  |                                      |  |
|                         |                    | Sofia di Prussia                | Federico III di Germania                  |  |  |       |  |  |                         |  |  |                                      |  |
|                         |                    | Sofia di Prussia                | Federico III di Germania                  |  |  |       |  |  |                         |  |  |                                      |  |
|                         |                    | Sofia di Prussia                | Vittoria di Sassonia-Coburgo-Gotha        |  |  |       |  |  |                         |  |  |                                      |  |
| Irina di Romania        |                    | Sofia di Prussia                |                                           |  |  |       |  |  |                         |  |  |                                      |  |
|                         | Roberto I di Parma | Carlo III di Parma              |                                           |  |  |       |  |  |                         |  |  |                                      |  |
|                         | Roberto I di Parma | Carlo III di Parma              |                                           |  |  |       |  |  |                         |  |  |                                      |  |
|                         | Roberto I di Parma | Luisa Maria di Borbone-Francia  |                                           |  |  |       |  |  |                         |  |  |                                      |  |
| Renato di Borbone-Parma | Roberto I di Parma |                                 |                                           |  |  |       |  |  |                         |  |  |                                      |  |
|                         |                    | Maria Antonia di Braganza       | Michele del Portogallo                    |  |  |       |  |  |                         |  |  |                                      |  |
|                         |                    | Maria Antonia di Braganza       | Michele del Portogallo                    |  |  |       |  |  |                         |  |  |                                      |  |
|                         |                    | Maria Antonia di Braganza       | Adelaide di Löwenstein-Wertheim-Rosenberg |  |  |       |  |  |                         |  |  |                                      |  |
| Anna di Borbone-Parma   |                    | Maria Antonia di Braganza       |                                           |  |  |       |  |  |                         |  |  |                                      |  |
|                         |                    | Valdemaro di Danimarca          | Cristiano IX di Danimarca                 |  |  |       |  |  |                         |  |  |                                      |  |
|                         |                    | Valdemaro di Danimarca          | Cristiano IX di Danimarca                 |  |  |       |  |  |                         |  |  |                                      |  |
|                         |                    | Valdemaro di Danimarca          | Luisa d'Assia-Kassel                      |  |  |       |  |  |                         |  |  |                                      |  |
| Margherita di Danimarca |                    | Valdemaro di Danimarca          |                                           |  |  |       |  |  |                         |  |  |                                      |  |
|                         |                    | Maria d'Orléans                 | Roberto d'Orléans                         |  |  |       |  |  |                         |  |  |                                      |  |
|                         |                    | Maria d'Orléans                 | Roberto d'Orléans                         |  |  |       |  |  |                         |  |  |                                      |  |
|                         |                    | Maria d'Orléans                 | Francesca Maria d'Orléans                 |  |  |       |  |  |                         |  |  |                                      |  |
|                         |                    | Maria d'Orléans                 |                                           |  |  |       |  |  |                         |  |  |                                      |  |